# Liste der böhmischen Gesandten beim Heiligen Römischen Reich

Wappen

Diese Seite listet die böhmischen Gesandten beim Reichstag des Heiligen Römischen Reichs zu Regensburg (bis 1806). Böhmen gehörte damals zur Habsburgermonarchie (Österreich). Die böhmische Gesandtschaft war, neben der österreichisch-burgundischen Gesandtschaft und dem Prinzipalkommissar, die dritte habsburgische Vertretung beim Reichstag. 

## Gesandte

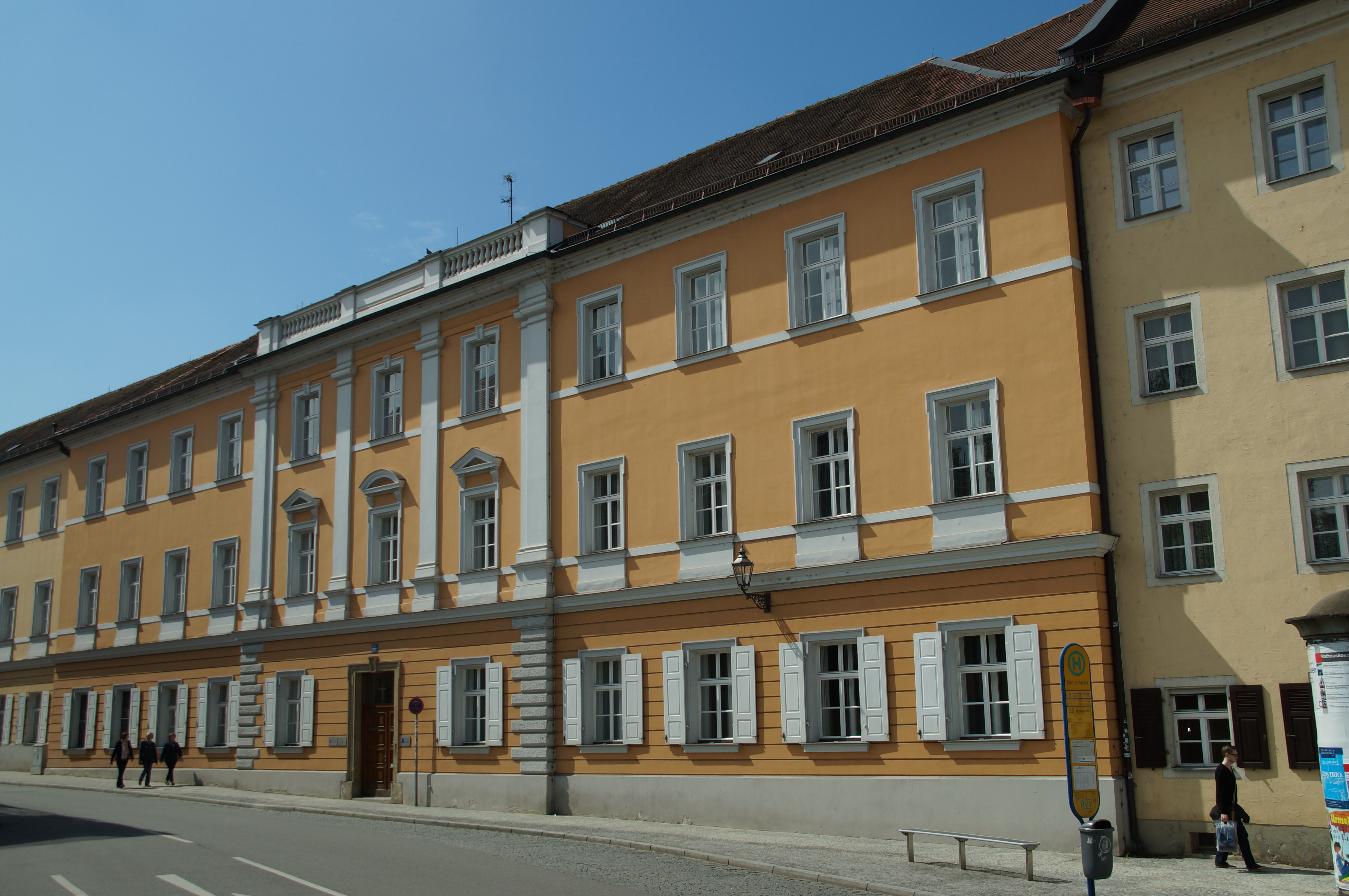
Ehemalige Kur-Böhmische Gesandtschaft in der Regensburger Schottenstraße 2 (bis 1785)

- 1708–1709: Franz Ferdinand Kinsky von Wchinitz und Tettau (1678–1741)
- 1709–1722: Franz Karl Wratislaw von Mitrowitz (1670–1750)
- 1722–1725: Ignaz Anton von Otten (1664–1737), Geschäftsträger
- 1725–1729: Franz Wenzel von Sinzendorf-Ernstbrunn (1695–1734)
- 1729–1732: Friedrich August von Harrach-Rohrau (1696–1749)
- 1732–1734: Ignaz Anton von Otten (1664–1737), Geschäftsträger
- 1734–1734: Johann Ferdinand I. von Kuefstein (1688–1755)
- 1734–1737: Rudolph Joseph von Colloredo (1706–1788)
- 1737–1740: Johann Joseph von Khevenhüller-Metsch (1706–1776)
- 1740–1745: unbesetzt
- 1745–1748: Franz Philipp von Sternberg (1708–1786)
- 1748–1752: Otto Venantius von Frankenberg und Ludwigsdorf (1700–1753)
- 1752–1764: Christian August von Seilern (1717–1801)
- 1764–1774: Adam Franz von Hartig (1724–1783)
- 1774–1776: Johann Franz Lyncker von Lützenwick (1753–1811), Geschäftsträger
- 1776–1780: Leopold von Neipperg (1728–1792)
- 1780–1785: Ferdinand von Trauttmansdorff (1749–1827)
- 1785–1795: Joseph Johann von Seilern und Aspang (1752–1838)
- 1795–1796: Joseph von Breuner
- 1796–1801: Johann Franz Lyncker von Lützenwick (1753–1811), Geschäftsträger
- 1801–1803: Ferdinand von Colloredo-Mannsfeld (1777–1848)
- 1803–1806: Friedrich Lothar von Stadion (1761–1811)

1806: Auflösung des Heiligen Römischen Reichs